# Nálanda
Nálanda (vagy Nálandá, dévanágari: नालन्दा, IAST: Nālandā) az 5. században alapított tudásközpont India területén, a mai Bihár szövetségi államban, Patnától közúton kb. 85 km-re Dk-re.
Nálanda egy megszentelt helyen épült fel, ahol Buddha és Mahavíra is élt és tanított. Srí Mahávíra Árja Bhiksu Szanghászja néven a buddhista tudomány központja alakult meg, könyvtárral, templomokkal, kolostorokkal. Könyvtárában 9 millió kéziratot őriztek. Rendszeres tanulás és meditáció folyt itt, mintegy 2000 tanárral és 10 ezer hallgatóval, akik közül sokan távoli országokból érkeztek (Japán, Korea, Kína, Jáva, Perzsia, Görögország).
1193-ban a barbár török hódító, Bakhtijár Khildzsí kifosztotta, könyveit elégette és lerombolta.
Az ásatások eddig kilenc kultúrréteget, 6 templomot és 11 kolostort tártak fel.

## Fordítás
Ez a szócikk részben vagy egészben  a   Nalanda című angol Wikipédia-szócikk fordításán alapul.  Az eredeti cikk szerkesztőit annak laptörténete sorolja fel. Ez a jelzés csupán a megfogalmazás eredetét és a szerzői jogokat jelzi, nem szolgál a cikkben szereplő információk forrásmegjelöléseként.